# Kathi Lyukas
Kathi Lyukas, nata Anna Nagy (Miercurea Sibiului, circa 1830 – Szombathely, 30 novembre 1882) è stata una serial killer ungherese, accusata di aver ucciso almeno 26 persone tramite delle torte e vari cibi avvelenati con l'arsenico.

## Biografia
Nata in Romania, Nagy si stabilì in Ungheria dove iniziò il lavoro di contadina nella città di Szombathely e si fece chiamare da tutti "Kathi Lyukas". La donna ottenne da Max Berger, medico dell'antica città di Rohonc (attuale Rechnitz, Austria) la prescrizione per il possesso di arsenico a causa dei numerosi topi che, a detta sua, infestavano la sua casa. Sposata due volte, uccise entrambi i suoi mariti guadagnandosi la nomea di vedova nera.

### Gli omicidi
Con quell'arsenico cominciò ad avvelenare torte e dolci, che poi rivendeva a caro prezzo alle mogli che volevano liberarsi dei loro mariti per poter stare con i loro amanti. Spesso, i clienti erano anche ragazzi giovani che volevano eliminare i loro parenti per appropriarsi dell'eredità. La prima cliente resa nota fu Katharina Bonya, che nel 1870 chiese a Lyukas di curare il suocero Martin Horvath, malato da tempo. Lyukas, però, viste le condizioni disperate dell'uomo decise di porre fine alle sue sofferenze avvelenandolo. Poco dopo, Lyukas uccise con un uovo avvelenato un bambino malato di sette anni, Johann, su richiesta della madre Elisabeth Horvath che voleva terminare la sua agonia. 
In seguito, una cliente di nome Katharina Beucze incaricò Lyukas di avvelenare il marito Stephen Farkas in modo da poter continuare la sua vita con l'amante Stephan Blaskowics: a Farkas venne quindi dato un pezzo di pane Pogača avvelenato che ne causò la morte in due ore. Infine, Lyukas eliminò anche il suo custode Stephan Legetich assieme ad Eva Moluar, donna che aveva assistito il custode durante la sua malattia.

### Arresto e morte
Arrestata nel 1880 per i suoi crimini, Lyukas confessò sei omicidi e venne inizialmente condannata all'ergastolo come tutti i suoi complici e le donne che avevano commissionato i delitti, oltre che a un lungo periodo di lavori forzati. Fu successivamente dichiarata responsabile di almeno 26 omicidi e condannata alla pena di morte; Kathi Lyukas fu giustiziata la mattina del 30 novembre 1882, mediante impiccagione.